# Сесто Календе (Варезе)
Сесто Календе (итал. Sesto Calende) је насеље у Италији у округу Варезе, региону Ломбардија.
Према процени из 2011. у насељу је живело 8434 становника. Насеље се налази на надморској висини од 206 м.

## Становништво
Према резултатима пописа становништва 2011. у општини је живело 10.819 становника.
| 1931. | 1936. | 1951. | 1961. | 1971.  | 1981. | 1991. | 2001. | 2011.  |
| ----- | ----- | ----- | ----- | ------ | ----- | ----- | ----- | ------ |
| 5.669 | 6.354 | 7.114 | 7.832 | 10.037 | 9.944 | 9.533 | 9.806 | 10.819 |